# Sân vận động Nhà vua Baudouin
Sân vận động Nhà vua Baudouin (tiếng Pháp: Stade Roi Baudouin, tiếng Hà Lan: Koning Boudewijnstadion) là một sân vận động thể thao ở phía tây bắc Bruxelles, Bỉ. Nằm trong khu vực Heysel của Thành phố Bruxelles, sân được xây dựng để tôn tạo cao nguyên Heysel theo quan điểm của Triển lãm quốc tế Bruxelles 1935. Sân được khánh thành vào ngày 23 tháng 8 năm 1930, với sự có mặt của Thái tử Leopold. Sân vận động có sức chứa 70.000 người tại thời điểm khánh thành. Một đường đua bằng gỗ cho các cuộc đua xe đạp sau đó đã được thêm vào xung quanh sân. Sân có tên gọi như vậy để tôn vinh Baudouin của Bỉ, con trai của Leopold và người kế vị là Vua của Bỉ, từ năm 1951 đến khi ông qua đời vào năm 1993.

## Lịch sử
Tên ban đầu của sân là Sân vận động Jubilee (tiếng Pháp: Stade du Centenaire, tiếng Hà Lan: Jubelstadion) vì sân được khánh thành vài ngày sau lễ kỷ niệm 100 năm của Bỉ, với một trận đấu bóng đá không chính thức giữa Bỉ-Hà Lan. Năm 1946, sân vận động được đổi tên thành Sân vận động Heysel (tiếng Pháp: Stade du Heysel, tiếng Hà Lan: Heizelstadion), theo tên khu vực của sân. Sân vận động Heysel đã tổ chức các trận chung kết cúp C1 châu Âu vào năm 1958, 1966, 1974 và 1985 và trận chung kết UEFA Cup Winners' Cup năm 1964, 1976 và 1980. Số lượng khán giả cao nhất tại một trận đấu ở châu Âu là hơn 66.000 người vào năm 1958.

### Thảm họa tháng 5 năm 1985
Mặc dù là sân vận động quốc gia của Bỉ, Heysel vẫn không được bảo trì tốt. Tình trạng tồi tệ của sân vận động được lộ rõ tại Chung kết Cúp C1 châu Âu 1985. Ví dụ, bức tường bên ngoài đã được làm bằng gạch không nung, và những người hâm mộ không có vé đã tận dụng những lỗ hổng trong đó để vào sân. Ngoài ra, lối thoát duy nhất dẫn lên trên và chỉ có ba cổng ở mỗi bên ngắn không đủ gần cho 22.000 người đứng trên các bậc thang ở hai bên.
Sự bất cập của sân vận động đã được biết đến trong một thời gian. Khi Arsenal chơi ở đây vào đầu những năm 1980, những cổ động viên đã chế giễu sân như một "bãi rác". Thật vậy, chủ tịch của hai câu lạc bộ chơi trận chung kết Cúp C1 châu Âu 1985, Juventus và Liverpool, đã kết luận rằng Heysel không có điều kiện để tổ chức một trận chung kết Cúp C1 châu Âu, đặc biệt là giữa hai câu lạc bộ lớn nhất và mạnh nhất ở châu Âu vào thời điểm đó. Họ kêu gọi UEFA chuyển trận đấu sang một sân vận động khác, nhưng thất bại. Sau đó có thông tin cho rằng UEFA chỉ dành nửa giờ để kiểm tra sân vận động.
Thảm họa Heysel dẫn đến cái chết của 39 khán giả Juventus sau khi họ bị các cổ động viên Liverpool tấn công trước trận đấu. Mặc dù vậy, sân vận động vẫn tiếp tục được sử dụng cho các trận đấu quốc tế của Bỉ từ năm 1986-1990 chỉ với những cải tiến tối thiểu được thực hiện sau thảm họa. Điều này một phần vì chính phủ đã vạch ra kế hoạch tu sửa sân vận động thành một cơ sở có sức chứa 35.000 chỗ ngồi. Cuối cùng, vào năm 1990, UEFA đã phải giải quyết vấn đề này bằng cách cấm Bỉ tổ chức trận chung kết Cúp C1 châu Âu cho đến ít nhất là năm 2000. Sân cũng tiếp tục tổ chức các môn thi đấu điền kinh và sân vẫn tổ chức sự kiện Đài tưởng niệm Van Damme hàng năm.

### Hiện đại hóa
Năm 1995, một thập kỷ sau thảm họa, sân vận động được xây dựng lại với chi phí 1.500 triệu BEF (khoảng 37 triệu Euro/50 triệu USD vào năm 1995), và tại thời điểm này đổi tên thành Sân vận động Nhà vua Baudouin, sau khi quốc vương Bỉ qua đời hai năm trước. Tất cả những gì còn lại của sân vận động cũ là một cửa ngõ được cải tạo gần lối vào chính. Cấu trúc mới kết hợp sân bóng đá với đường chạy điền kinh và cơ sở vật chất cho các sự kiện trên sân.
Sân được mở cửa trở lại vào ngày 23 tháng 8 năm 1995 với tư cách là sân nhà của đội tuyển bóng đá quốc gia Bỉ và là sân vận động lớn nhất ở Bỉ; sân có sức chứa 50.093 khán giả. Sân vận động được tu sửa đã tổ chức trận chung kết UEFA Cup Winners' Cup 1996, cũng như trận khai mạc của Giải vô địch bóng đá châu Âu 2000.
Vào ngày 26 tháng 5 năm 2006, Hiệp hội bóng đá Bỉ đã quyết định không sử dụng sân vận động Nhà vua Baudouin nữa cho các trận đấu trên sân nhà của đội tuyển quốc gia và cho trận chung kết Cúp quốc gia, bởi vì cổng của khán đài quá hẹp và sân vận động được coi là không an toàn. Trận đấu tiếp theo của đội tuyển quốc gia vì thế được tổ chức tại Sân vận động Constant Vanden Stock. Thành phố Bruxelles cho rằng sân vận động đủ điều kiện an toàn, và khiếu nại này đã được giữ nguyên tại tòa án. Vào ngày 6 tháng 10 năm 2006, Hiệp hội bóng đá Bỉ đã gặp gỡ các đại diện của thành phố Brussels và họ đã đồng ý gia hạn hợp đồng và gia hạn đến ngày 30 tháng 6 năm 2008.
Vào tháng 3 năm 2019, Hiệp hội bóng đá Bỉ đã công bố kế hoạch tái phát triển sân vận động Nhà vua Baudouin. Sân vận động sẽ được xây dựng lại với sức chứa 40.000 khán giả và đổi tên thành Golden Generation Arena với ngày hoàn thành trong tương lai là năm 2022.

### Rugby union
Vào ngày 25 tháng 8 năm 2007, Bỉ đã có trận đấu rugby union với Argentina trong như là một phần của sự chuẩn bị cho Giải vô địch bóng bầu dục thế giới 2007 của Argentina. Argentina đã đánh bại Bỉ 36-8.
Sân vận động đã được lên kế hoạch để chứng kiến một cột mốc của rugby union vào ngày 19 tháng 12 năm 2009, khi câu lạc bộ Stade Français của Paris lên kế hoạch đưa trận đấu trên sân nhà tại Cúp Heineken của đội với câu lạc bộ Ireland Ulster đến sân vận động trong một trận đấu đã bán được hơn 30.000 vé. Tuy nhiên, tuyết rơi dày đặc ở Bruxelles trước ngày dự kiến đã buộc phải hủy bỏ trận đấu Cúp Heineken đầu tiên được tổ chức tại Bỉ; thay vào đó, trận đấu đã được diễn ra vào ngày hôm sau tại Paris.
Sân vận động đã có một dịp khác khi tổ chức trận đấu Cúp Heineken vào năm 2012. Vào ngày 20 tháng 10 năm 2012, câu lạc bộ Saracens của Anh đã có trận đấu pool tại Cúp Heineken với Racing Métro 92 tại Bruxelles.

### Các sự kiện khác
Vào ngày 8 tháng 7 năm 2010, sân vận động đã tổ chức gala Best of Belgium, trong đó có một trận đấu tennis dự kiến là giữa Justine Henin và Kim Clijsters. Thật không may, Henin phải rút lui và Serena Williams đã thay thế cô khi trận đấu diễn ra trước số lượng khán giả lớn nhất từ trước đến nay trong một trận đấu, đánh bại số lượng khán giả tại Trận chiến giới tính.
U2 đã biểu diễn tại sân vận động bốn lần: lần đầu tiên là vào ngày 10 tháng 6 năm 2005 trong Vertigo Tour của nhóm, trước số lượng khán giả là 60.299 người. Lần thứ hai và thứ ba là vào ngày 22 và 23 tháng 9 năm 2010 trong U2 360° Tour của nhóm, trước số lượng khán giả là 144.338 người. Buổi biểu diễn "Mercy" từ chương trình đầu tiên năm 2010 đã được ghi lại cho EP Wide Awake in Europe. Biểu diễn của "I Will Follow" từ cùng một chương trình đã được ghi lại cho album trực tiếp From the Ground Up: Edge's Picks from U2360° của nhóm. Buổi biểu diễn thứ tư và cuối cùng của nhóm tại sân vận động này là vào ngày 1 tháng 8 năm 2017 trong chuyến lưu diễn The Joshua Tree Tour 2017 của nhóm, trước 51.951 khán giả.
The Rolling Stones, Céline Dion, Madonna, Mylène Farmer, Robbie Williams, Bon Jovi, Bruce Springsteen, Beyoncé, One Direction, Johnny Hallyday và Coldplay cũng đã tổ chức các buổi hòa nhạc tại sân vận động. Metallica đã tổ chức một buổi hòa nhạc được bán hết tại sân vận động vào ngày 16 tháng 6 năm 2019, và tương tự với Rammstein vào ngày 10 tháng 7 năm 2019.

## Đồng xu bạc Sân vận động Heysel

Đồng xu kỷ niệm 75 năm Sân vận động Heysel

Để kỷ niệm 75 năm của sân vận động, nhà nước Bỉ đã phát hành một đồng tiền kỷ niệm: đồng xu kỷ niệm 10 euro 75 năm của sân vận động Heysel. Mặt đối diện mô tả hình ảnh của một cầu thủ bóng đá với sân vận động ở phía sau. Những lá cờ của Bỉ và Hà Lan có thể được nhìn thấy trên đỉnh của sân vận động cũng như năm mà sân vận động được xây dựng.

## Các trận đấu củaGiải vô địch bóng đá châu Âu 2000
| Ngày                | Đội #1     | Kết quả    | Đội #2     | Vòng    |
| ------------------- | ---------- | ---------- | ---------- | ------- |
| 10 tháng 6 năm 2000 | Bỉ         | 2–1        | Thụy Điển  | Bảng B  |
| 14 tháng 6 năm 2000 | Ý          | 2–0        | Bỉ         | Bảng B  |
| 19 tháng 6 năm 2000 | Thổ Nhĩ Kỳ | 2–0        | Bỉ         | Bảng B  |
| 24 tháng 6 năm 2000 | Ý          | 2–0        | România    | Tứ kết  |
| 28 tháng 6 năm 2000 | Pháp       | 2–1 (h.p.) | Bồ Đào Nha | Bán kết |